# Blankryggad stövslända
Blankryggad stövslända (Amphigerontia intermedia) är en insektsart som först beskrevs av Tetens 1891.  Blankryggad stövslända ingår i släktet Amphigerontia, och familjen storstövsländor. Enligt den finländska rödlistan är arten nära hotad i Finland. Arten är reproducerande i Sverige. Artens livsmiljö är tallkärr.